# سوسیداوا
سوسیداوا (انگلیسی: Sucidava) یک مکان تاریخی داکیه و داکو-رومی است که در کوربیا، رومانی در کرانه شمالی دانوب واقع شده‌است.